# Semir Pepic
Semir Pepic (Podgorica, Yugoslavia, 25 de septiembre de 1972) es un deportista eslovaco nacionalizado australiano que compitió en judo. Ganó una medalla de plata en el Campeonato Europeo de Judo de 1999, y cuatro medallas de oro en el Campeonato de Oceanía de Judo entre los años 2004 y 2008.

## Palmarés internacional
| Representando a Eslovaquia |                              |                  |           |
| Campeonato Europeo         |                              |                  |           |
| Año                        | Lugar                        | Medalla          | Categoría |
| 1999                       | Bratislava (Eslovaquia)      | Medalla de plata | +100 kg   |
| Representando a Australia  |                              |                  |           |
| Campeonato de Oceanía      |                              |                  |           |
| Año                        | Lugar                        | Medalla          | Categoría |
| 2004                       | Numea (Francia)              | Medalla de oro   | +100 kg   |
| 2006                       | Papeete (Francia)            | Medalla de oro   | +100 kg   |
| 2006                       | Papeete (Francia)            | Medalla de oro   | Abierta   |
| 2008                       | Christchurch (Nueva Zelanda) | Medalla de oro   | +100 kg   |